# Paco Peña (guitariste)
Pour les articles homonymes, voir Paco Peña et Peña.
Francisco Peña Pérez, connu sous son nom de scène Paco Peña, né à Cordoue le 1er juin 1942, est un guitariste espagnol de flamenco. Il est considéré comme un des meilleurs maestros de la guitare,.